# Сеульська міжнародна премія драми
Сеульська міжнародна премія драми (кор. 서울 드라마 어워즈, англ. Seoul International Drama Awards, скорочено — SDA) — щорічна південнокорейська премія, що проходить в Сеулі, Південна Корея та під час якої нагороджують за визначні заслуги у виробництві телевізійних драм зі всього світу.

## Переможці

### Великий приз (Тесан)
| Рік  | Переможець                                    | Прим.         |
| ---- | --------------------------------------------- | ------------- |
| 2008 | «Зникла» (Іспанія)                            | [ 4 ] [ 5 ]   |
| 2009 | «Мемуари в Китаї» (КНР)                       | [ 6 ] [ 7 ]   |
| 2010 | «Хлопчик-чистильник взуття» (Японія)          | [ 8 ] [ 9 ]   |
| 2011 | «Три королівства» (КНР)                       | [ 10 ] [ 11 ] |
| 2012 | «Дерево з глибоким корінням» (Південна Корея) | [ 12 ] [ 13 ] |
| 2013 | «Військовополоненні» (Ізраїль)                | [ 14 ] [ 15 ] |
| 2014 | «Кухня кабулу» (Франція)                      | [ 16 ] [ 17 ] |
| 2015 | «Голий серед вовків» (Німмеччина)             | [ 18 ] [ 19 ] |
| 2016 | «Нічний адміністратор» (Велика Британія)      | [ 20 ] [ 21 ] |
| 2017 | «Це — ми» (США)                               | [ 22 ] [ 23 ] |
| 2018 | «Вавилон — Берлін» (Німеччина)                | [ 24 ] [ 25 ] |
| 2019 | «На спектрі» (Ізраїль)                        | [ 26 ] [ 27 ] |
| 2020 | «Сироти нації» (Бразилія)                     | [ 28 ] [ 29 ] |
| 2021 | «Зникла дитина» (Південна Корея)              | [ 30 ] [ 31 ] |
| 2022 | «Допомога» (Велика Британія)                  | [ 32 ] [ 33 ] |
| 2023 | «Крихкий велетень» (Франція)                  | [ 34 ] [ 35 ] |
| 2024 | «Справедливість» (Бразилія)                   | [ 36 ] [ 37 ] |

### Програми
Переможці в кожній категорії отримуюють приз «Золота пташка», а ті, хто посіли друге місце (надалі — призер), отримуюють приз «Срібна пташка».
| Рік  | Найкращий телевізійний фільм | Найкращий мінісеріал | Найкраща довготривала драма                                                                       | Найкращий підлітковий серіал                                                             | Найкращий комедійний серіал | Особливий приз | Особливий приз від журі                                                                                        | Прим.         |
| ---- | --- | --- | ------------------------------------------------------------------------------------------------- | ---------------------------------------------------------------------------------------- | --------------------------- | --- | --- | ------------- |
| 2006 | Переможець: «Скрипка» (Японія) Призер: «Що ми повинні очікувати завтра?» (Нідерланди)                                               | Переможець: «Моя кохана Сам Сун» (Південна Корея) Призер: «Дивись за щастям» (КНР) Призер: «Вигукуючи кохання у центрі всього світу» (Японія) | Переможець: «Велике подвір'я Цяо» (КНР) Призер: «Володар морів» (Південна Корея)                  | —                                                                                        | —                           | — | «Тапочки з дірками для Намдані» (Індонезія) «Пташка, пташка» (Південна Корея) «Білі стіни» (Ізраїль)           | [ 38 ] [ 39 ] |
| 2007 | Переможець: «Карлик, який запустив маленький м'яч» (Південна Корея) Призер: «Головний підозрюваний: Останній акт» (Велика Британія) | Переможець: «Nodame Cantabile» (Японія) Призер: «Тюдори» (США)                                                                                | Переможець: «Велике відродження» (КНР) Призер: «Пам'ятай, коли» (Іспанія)                         | Переможець: «Принижена» (Австралія) Призер: «Стрибок 2» (Південна Корея)                 | —                           | Переможець: «Фантом із залізною рукою — Маяві» (Індія) Призер: «KHALA Слово честі» (Йорданія) Призер: «Спогади — Тюремні ґрати» (Філіппіни) | «Can» (Німмеччина)                                                                                             | [ 40 ]        |
| 2008 | Переможець: «Спутошення» (Франція) Призер: «Рішення кобри» (Іран)                                                                   | Переможець: «Елла Блу» (Південна Африка) Призер: «Скінс» (Велика Британія)                                                                    | Переможець: «Герой без ім'я» (КНР) Призер: «Золота наречена» (Південна Корея)                     | Переможець: «Риба джунглів» (Південна Корея) Призер: «Взуття балерини» (Велика Британія) | —                           | Переможець: «Репетитор» (Ізраїль) Призер: «Таємниці цього будинку» (Афганістан)                                                             | — | [ 4 ] [ 5 ]   |
| 2009 | Переможець: «Хлопчик англійця» (Канада) Призер: «Похід за закупками» (Японія)                                                       | Переможець: «Марія» (Норвегія) Призер: «Вірус Бетховена» (Південна Корея)                                                                     | Переможець: «Рогатка» (Південна Корея) Призер: «Картель» (Колумбія)                               | —                                                                                        | —                           | «Жетон» (Іран) «Бойові павуки» (Сінгапур) «Єва Фонда» (Філіппіни)                                                                           | «Тайбей 24 год» (Ресбуліка Китай) «Живіть розкішним і марнувальним життям» (КНР)                               | [ 6 ] [ 7 ]   |
| 2010 | Переможець: «Самміт» (Канада) Призер: «День трифідів» (Велика Британія)                                                             | Переможець: «Мисливці на рабів» (Південна Корея) Призер: «Джін» (Японія)                                                                      | Переможець: «Королева Сондок» (Південна Корея) Призер: «Розслідування Мердока» (3 сезон) (Канада) | —                                                                                        | —                           | «Привид» (2 сезон) (Малайзія) «Павітра Рішта» (Індія) «Де Аліса?» (Філіппіни)                                                               | «Як називаються ці відносини?» (Індія)                                                                         | [ 8 ] [ 9 ]   |
| 2011 | Переможець: «Відтінки щастя» (Німеччина) Призер: «Коли Харві зустрів Боба» (Ірландія)                                               | Переможець: «Лютер» (Велика Британія) Призер: «Стовпи землі» (Німеччина)                                                                      | Переможець: «В ім'я честі» (Румунія) Призер: «Пристрасть» (Бразилія)                              | —                                                                                        | —                           | «Орел чотири» (Афганістан) «Дивовижні надзвичайні друзі» (5 сезон) (Нова Зеландія) «Кульбаба» (Росія)                                       | — | [ 10 ] [ 11 ] |
| 2012 | Переможець: «Домашнє відео» (Німеччина) Призер: «Спокійно на морі» (Франція)                                                        | Переможець: «Великі очікування» (Велика Британія) Призер: «Шерлок» (2 сезон) (Велика Британія)                                                | Переможець: «Людина принцеси» (Південна Корея) Призер: «Фірма» (Канада)                           | —                                                                                        | —                           | «Спогади — Кулак» (Філіппіни) «Езель» (Туреччина) «Балада про бомбера» (Україна)                                                            | — | [ 12 ] [ 13 ] |
| 2013 | Переможець: «Єврейський кардинвал» (Франція) Призер: «Вітаємо і… наші співчуття» (Ізраїль)                                          | Переможець: «Наші матері, наші батьки» (Німеччина) Призер: «Напівбрат» (Норвегія)                                                             | Переможець: «Гранд-готель» (2 сезон) (Іспанія) Призер: «Переслідувач» (Південна Корея)            | —                                                                                        | —                           | «Ідеальний день» (Південна Корея) «Салам, Нью Йорк!» (Киргизстан)                                                                           | «Як називаються ці відносини?» (Індія)                                                                         | [ 14 ] [ 15 ] |
| 2014 | Переможець: «Босі на червоному ґрунті» (Іспанія) Призер: «Товстий та злий» (Швеція)                                                 | Переможець: «Маммон» (Норвегія) Призер: «Добрий лікар» (Південна Корея)                                                                       | Переможець: «Імператриця Кі» (Південна Корея) Призер: «Приплив» (Туреччина)                       | —                                                                                        | —                           | «Дитячі консерви» (Шрі-Ланка) «Галілео» (2 сезон) (Японія)                                                                                  | — | [ 16 ] [ 17 ] |
| 2015 | Переможець: «Хороша сестра» (Канада)                                                                                                | Переможець: «Місен: Неповноцінне життя» (Південна Корея)                                                                                      | Переможець: «Jikulumessu — Відкрий свої очі» (Ангола)                                             | —                                                                                        | —                           | — | «Ден Сяопін на роздорожжі історії» (КНР) «Дім далеко від дому» (Республіка Китай) «Американські листи» (Чехія) | [ 18 ] [ 19 ] |
| 2016 | Переможець: «Не покидай мене» (Франція) Призер: «Взлом Сабени: Моя версія» (Ізраїль)                                                | Переможець: «Німеччина 83» (Німеччина) Призер: «Пан Робот» (США)                                                                              | Переможець: «Шість літаючих драконів» (Південна Корея) Призер: «Мрія вченого про жінку» (КНР)     | —                                                                                        | «Баскетс» (США)             | — | «Подорож» (Австралія) «Нескінченне кохання» (Туреччина)                                                        | [ 20 ] [ 21 ] |
| 2017 | Переможець: «Дорога спасіння» (Німеччина) Призер: «Червоний вчитель» (Південна Корея)                                               | Переможець: «Будь ласка, любіть мене» (Бельгія) Призер: «Глибокі води» (Австралія)                                                            | Переможець: «Рабиня-мати» (Бразилія) Призер: «Відважний та красива» (Туреччина)                   | —                                                                                        | «Погань» (Велика Британія)  | — | «Ми є одним цілим» (Республіка Китай) «P.O.W — Bandi Yudh Ke» (Індія)                                          | [ 22 ] [ 23 ] |
| 2018 | Переможець: «54 години» (Німеччина) Призер: «Крокодил» (Велика Британія)                                                            | Переможець: «Мати» (Південна Корея) Призер: «Безпечна гавань» (Австралія)                                                                     | Переможець: «Кендіс Ренуар» (Франція) Призер: «Непристойно багаті» (Нова Зеландія)                | —                                                                                        | «Новий чорний» (Ізраїль)    | — | «Мемуари Маджє» (Малайзія)                                                                                     | [ 24 ] [ 25 ] |
| 2019 | Переможець: «Біллі» (Нідерланди) Призер: «Баугауз» (Німеччина)                                                                      | Переможець: «Маленька дівчинка-барабаншиця» (Велика Британія) Призер: «Невидимі герої» (Фінляндія)                                            | Переможець: «Золоті очі» (КНР) Призер: «Зіткнення» (Туреччина)                                    | —                                                                                        | —                           | — | «Груди» (Чорногорія) «Стадо» (Південна Африка)                                                                 | [ 26 ] [ 27 ] |
| 2020 | Переможець: «Ренегат» (Німеччина) Призер: «Все та нічого» (Південна Корея)                                                          | Переможець: «Світ у вогні» (Велика Британія) Призер: «Ітхевон клас» (Південна Корея)                                                          | Переможець: «Болівар» (Колумбія) Призер: «Пан Бійка» (КНР)                                        | —                                                                                        | —                           | — | «Клітка» (Чехія) «XX» (Південна Корея)                                                                         | [ 28 ] [ 29 ] |
| 2021 | Переможець: «Федеріка Мунцень-і-Мане, жінка, яка говорить» (Іспанія) Призер: «Цей будинок — мій» (Німеччина)                        | Переможець: «Розслідування» (Данія) Призер: «Погані діти» (КНР)                                                                               | Переможець: «Пентхаус» (Південна Корея) Призер: «Вперед» (КНР)                                    | —                                                                                        | —                           | — | «Бонусна відпустка» (Малайзія) «Переправа через атлантику» (Норвегія) «Яма» (4 сезон) (Туреччина)              | [ 30 ] [ 31 ] |
| 2022 | Переможець: «Нічиє дитя» (Франція) Призер: «Заберіть мене додому» (Німеччина)                                                       | Переможець: «Останє літо малин» (Канада) Призер: «Енн» (Велика Британія)                                                                      | Переможець: «Захована правда» (Туреччина) Призер: «Легенда» (Туреччина)                           | —                                                                                        | —                           | — | «Світ стоїть непорушно» (Німеччина)                                                                            | [ 32 ] [ 33 ] |
| 2023 | «Одноденки» (Велика Британія) «Беласкоаран» (Мексика)                                                                               | «Довгий сезон» (КНР) «Переродитись багатим» (Південна Корея)                                                                                  | «Зустрінь себе» (КНР) «Поводься наче ти спиш» (Греція)                                            | —                                                                                        | —                           | — | «Каммо» (Норвегія)                                                                                             | [ 34 ] [ 35 ] |
| 2024 | «Свята» (Чехія) «Побита як персик» (Південна Корея)                                                                                 | «Проблема 3 тіл» (США) «Дівчина із сигаретою» (Індонезія)                                                                                     | «Корьо-киданська війна» (Південна Корея) «Зовсім інша людина» (Туреччина)                         | —                                                                                        | —                           | — | «Око кохає тебе» (Японія)                                                                                      | [ 36 ] [ 37 ] |

### Індивідуальні нагороди
| Рік  | Найкращий актор                                                 | Найкраща акторка                                                                  | Найкращий режисер/режисерка                                          | Найкращий сценарист/сценаристка                                       | Найкращий оператор-постановник/операторка-постановниця | Найкращий музичний керівник/музична керівниця              | Найкращий артдиректор/артдиректорка        | Прим.         |
| ---- | --------------------------------------------------------------- | --------------------------------------------------------------------------------- | -------------------------------------------------------------------- | --------------------------------------------------------------------- | ------------------------------------------------------ | ---------------------------------------------------------- | ------------------------------------------ | ------------- |
| 2006 | Майкл Терріоль («Гігант прерії» — Канада)                       | Лу Юань («Дивись за щастям» — КНР)                                                | Акіхіко Ішімару («Вигукуючи кохання у центрі всього світу» — Японія) | Патрік Баклі («Сімейний портрет» — Іспанія)                           | Кім Син Хван («Володар морів» — Південна Корея)        | Таро Івашіро («Скрипка» — Японія)                          | Мін Он Ок («Палац» — Південна Корея)       | [ 38 ] [ 39 ] |
| 2007 | Такуя Кімура («Велика сім'я» — Японія)                          | Гелен Міррен («Головний підозрюваний: Останній акт» — Велика Британія)            | Такеучі Хідекі («Nodame Cantabile» — Японія)                         | Франк Дізі («Головний підозрюваний: Останній акт» — Велика Британія)  | Ши Луань («Велике відродження» — КНР)                  | Такеучі Хідекі («Nodame Cantabile» — Японія)               | Лі Чхоль Хо («Хван Чіні» — Південна Корея) | [ 40 ]        |
| 2008 | Двір Бенедек («Репетитор» — Ізраїль)                            | Пань Лілі («Артемісія» — Республіка Китай)                                        | Карлос Седес, Мануель Паласіос («Зникла» — Республіка Китай)         | Ґао Маньтан, Сунь Дзяньє («Чуан Ґуаньдун» — КНР)                      | Пйотр Войтовіч («Завтра йдімо у кіно» — Польща)        | Браам Ду Тоіт, Ронелле Лутс («Елла Блу» — Південна Африка) | Хуа Вань («Герой без ім'я» — КНР)          | [ 4 ] [ 5 ]   |
| 2009 | Акіра Куме («Похід за закупками» — Японія)                      | Шарлотта Фрогнер («Марія» — Норвегія)                                             | Дуейн Кларк («XIII: Змова» — Велика Британія)                        | Марк Дідден («Імператор смаку» — Бельгія)                             | —                                                      | —                                                          | —                                          | [ 6 ] [ 7 ]   |
| 2010 | Карл-Крістіан Рундман («Легке життя» — Фінландія)               | Марґот Рос, Майке Меєр («Вежа C» — Нідерланди)                                    | Нік Копус («Самміт» — Канада)                                        | Крейг Ворнер («Останні дні Lehman Brothers» — Велика Британія)        | —                                                      | —                                                          | —                                          | [ 8 ] [ 9 ]   |
| 2011 | Чень Дзяньбінь («Три королівства» — КНР)                        | На Мун Хі («Це я, бабуся» — Південна Корея)                                       | Мігель Алезандре («Відтінки щастя» — Німеччина)                      | Альберт Еспіноза («Червоні браслети» — Іспанія)                       | —                                                      | —                                                          | —                                          | [ 10 ] [ 11 ] |
| 2012 | Йонас Най («Домашнє відео» — Німеччина)                         | Христіне Нойбауер («Рішення Ханни» — Німеччина)                                   | Брайн Кірк («Велекі очікування» — Велика Британія)                   | Сара Фелпс («Велекі очікування» — Велика Британія)                    | —                                                      | —                                                          | —                                          | [ 12 ] [ 13 ] |
| 2013 | Лі Мун Сік («Санквоні (Бізнес-район)» — Південна Корея)         | Люсі Лью («Елементарно» — США)                                                    | Філіпп Кадельбах («Наші матері, наші батьки» — Німеччина)            | Ларс Лундстрем («Справжні люди» — Швеція)                             | —                                                      | —                                                          | —                                          | [ 14 ] [ 15 ] |
| 2014 | Едгар Зельге («Сліпий герой — Кохання Отто Вайдта» — Німеччина) | Кім Хі Е («Таємний роман» — Південна Корея)                                       | Сесіліе Мослі («Маммон» — Норвегія)                                  | Марія Жаен («Босі на червоному ґрунті» — Іспанія)                     | —                                                      | —                                                          | —                                          | [ 16 ] [ 17 ] |
| 2015 | Енгін Акюрек («Брудні гроші та кохання» — Туреччина)            | Сімона Сташова («Самозакоханий» — Чехія)                                          | —                                                                    | —                                                                     | —                                                      | —                                                          | —                                          | [ 18 ] [ 19 ] |
| 2016 | Азат Сейметов («Батько» — Казахстан)                            | Саміа Сассі («Не покидай мене» — Франція)                                         | Сюзанна Бір («Нічний адміністратор» — Велика Британія)               | Ева Шпрайцгофер («Маленький великий голос» — Австрія)                 | —                                                      | —                                                          | —                                          | [ 20 ] [ 21 ] |
| 2017 | Керем Бюрсін («Це місто піде за тобою» — Туреччина)             | Алєксандра Нікіфорова («Анна-детектив» — Росія)                                   | Урс Еґґер («Готтард» — Швейцарія)                                    | Родіка Доенерт («Сахер» — Австрія)                                    | —                                                      | —                                                          | —                                          | [ 22 ] [ 23 ] |
| 2018 | Джоан Пера («Сила тиші» — Іспанія)                              | Лі Бо Йон («Мати» — Південна Корея)                                               | Кіліан Райдгофф («54 години» — Німеччина)                            | Улі Бре, Клаус Пібер («Танець на пам'ять» — Австрія)                  | —                                                      | —                                                          | —                                          | [ 24 ] [ 25 ] |
| 2019 | Кім Тон Ук («Спеціальний інспектор з праці» — Південна Корея)   | Алісія фон Ріттберг («Баугауз» — Німеччина)                                       | Крістоф Шар'є («Джонас» — Франція)                                   | Джед Меркуріо («Охоронець» — Велика Британія)                         | —                                                      | —                                                          | —                                          | [ 26 ] [ 27 ] |
| 2020 | Валід Зуейтер («Центральний Багдад» — США)                      | Кон Хьо Джін («Коли квітне Камелія» — Південна Корея)                             | Адам Сміт («Світ у вогні» — Велика Британія)                         | Ім Сан Чхун («Коли квітне Камелія» — Південна Корея)                  | —                                                      | —                                                          | —                                          | [ 28 ] [ 29 ] |
| 2021 | Пак Хьок Ґвон («Зникла дитина» — Південна Корея)                | Ель Феннінг («Велика» — Велика Британія)                                          | Чо Йон Вон («Зникла дитина» — Південна Корея)                        | Рассел Т Девіс («Це гріх» — Велика Британія)                          | —                                                      | —                                                          | —                                          | [ 30 ] [ 31 ] |
| 2022 | Стівен Ґрем («Допомога» — Велика Британія)                      | Джоді Комер («Допомога» — Велика Британія)                                        | Акім Іскер («Нічиє дитя» — Франція)                                  | Хан Хі Джон («Любов короля» — Південна Корея)                         | —                                                      | —                                                          | —                                          | [ 32 ] [ 33 ] |
| 2023 | Фань Вей («Довгий сезон» — КНР)                                 | Пе Сюзі («Анна» — Велика Британія) Ніна Еллен Едегор («Післясвічення» — Норвегія) | Стефані Мурат («Крихкий велетень» — Фпанція)                         | Німа Джавіді («Актор» — Іран) Од Маркл («Крихкий велетень» — Фпанція) | —                                                      | —                                                          | —                                          | [ 34 ] [ 35 ] |
| 2024 | Сон Кан Хо («Дядько Самсік» — Південна Корея)                   | Їржина Богдалова («Свята» — Чехія)                                                | Пак Індже («Переїзд» — Південна Корея)                               | Девід Беніофф, Ді Бі Вайсс та Александр У («Проблема 3 тіл» — США)    | —                                                      | —                                                          | —                                          | [ 36 ] [ 37 ] |

### Видатна корейська драма
| Рік  | Головний приз       | Нагорода за високу майстерність | Нагорода за майстерність                                   | Найкращий актор                                      | Найкраща акторка                                                    | Найкращий режисер/режисерка         | Найкращий сценарист/сценаристка                 | Накращий саундтрек (OST)                                              | Прим.         |
| ---- | ------------------- | ------------------------------- | ---------------------------------------------------------- | ---------------------------------------------------- | ------------------------------------------------------------------- | ----------------------------------- | ----------------------------------------------- | --------------------------------------------------------------------- | ------------- |
| 2010 | «Мисливці на рабів» | —                               | —                                                          | Чан Хьок («Мисливці на рабів») Лі Бьон Хон («Айріс») | Ко Хьон Джон («Королева Сондок») Хан Хьо Джу («Діамантовий спадок») | Квак Чон Хван («Мисливці на рабів») | Кім Йон Хьон та Пак Сан Йон («Королева Сондок») | —                                                                     | [ 8 ] [ 9 ]   |
| 2011 | —                   | «Одружись зі мною, Ме Рі»       | «Колотнеча в Сон Кюн Кван»                                 | Пак Ю Чхон («Колотнеча в Сон Кюн Кван»)              | Мун Гин Йон («Одружись зі мною, Ме Рі»)                             | Сін У Чхоль («Таємний сад»)         | Кім Ин Сук («Таємний сад»)                      | Пек Чі Йон — «That Woman» («Таємний сад»)                             | [ 10 ] [ 11 ] |
| 2012 | —                   | «Принц з даху»                  | «Два серця короля»                                         | Пак Ю Чхон («Принц з даху»)                          | Хан Чі Мін («Принц з даху»)                                         | —                                   | —                                               | Тхейон — «Missing You Like Crazy» («Два серця короля»)                | [ 12 ] [ 13 ] |
| 2013 | —                   | «Аран і магістрат»              | «Король амбіцій»                                           | Лі Джун Гі («Аран і магістрат»)                      | Пе Сюзі («Книга сім'ї Ку»)                                          | —                                   | —                                               | Кім Че Джун — «Living Like a Dream» («Доктор Чін»)                    | [ 14 ] [ 15 ] |
| 2014 | —                   | «Моє кохання із зірки»          | «Спадкоємці»                                               | Кім Су Хьон («Моє кохання із зірки»)                 | Кім Хі Е («Таємний роман»)                                          | —                                   | —                                               | Лін — «My Destiny» («Моє кохання із зірки»)                           | [ 16 ] [ 17 ] |
| 2015 | —                   | «Вбий мене, зціли мене»         | «Чосонський стрілець» «Піноккіо»                           | Лі Джун Гі («Чосонський стрілець»)                   | Хван Чон Им («Вбий мене, зціли мене»)                               | —                                   | —                                               | Тхейон — «Love, That One Word» («Всі ви оточені»)                     | [ 18 ] [ 19 ] |
| 2016 | —                   | «Нащадки сонця»                 | «Квітка в ув'язненні»                                      | Сон Чжун Кі («Нащадки сонця»)                        | Сін Мін А («О, моя Венера»)                                         | —                                   | —                                               | Gummy — «You Are My Everything» («Нащадки сонця»)                     | [ 20 ] [ 21 ] |
| 2017 | —                   | «Кохання в місячному сяйві»     | «W — Два світи» «Лікарі»                                   | Пак Бо Гом («Кохання в місячному сяйві»)             | Пак Бо Йон («Сильна жінка То Бон Сун»)                              | —                                   | —                                               | Ailee — «I Will Go to You Like the First Snow» («Гоблін»)             | [ 22 ] [ 23 ] |
| 2018 | —                   | «Доки ти спала»                 | «Боротьба за свій шлях» «Якось під дощем»                  | Пак Со Джун («Боротьба за свій шлях»)                | Сон Є Джін («Якось під дощем»)                                      | —                                   | —                                               | —                                                                     | [ 24 ] [ 25 ] |
| 2019 | —                   | «Запальний священик»            | «Лікар — ув'язнений»                                       | Кім Нам Ґіль («Запальний священик»)                  | Чан На Ра («Остання імператриця»)                                   | —                                   | —                                               | Davichi — «Falling In Love» («Краса всередині»)                       | [ 26 ] [ 27 ] |
| 2020 | —                   | «Коли квітне Камелія»           | «Незаплановане кохання» «Міжсезонна ліга» «Надзвичайна ти» | Кан Ха Ниль («Коли квітне Камелія»)                  | Сон Є Джін («Незаплановане кохання»)                                | —                                   | —                                               | Punch — «Like a Heroine in the Movie» («Коли квітне Камелія»)         | [ 28 ] [ 29 ] |
| 2021 | —                   | «Вінченцо»                      | «Стартап» «Таксист» «Кайрос»                               | Сон Чжун Кі («Вінченцо»)                             | Пе Сюзі («Стартап»)                                                 | —                                   | —                                               | Йон Тхак — «Okay» («Революційні сестри»)                              | [ 30 ] [ 31 ] |
| 2022 | —                   | —                               | «Червоний рукав» «Усі ми мертві»                           | Кім Сон Хо («Ча-Ча-Ча на узбережжі»)                 | «Кім Джісу» («Підсніжник»)                                          | —                                   | —                                               | Лім Йон Ун — «Love Always Runs Away» («Панночка і джентльмен»)        | [ 32 ] [ 33 ] |
| 2023 | —                   | —                               | «Надзвичайна юристка У» «Слава»                            | Лі Сон Мін («Переродитись багатим»)                  | —                                                                   | —                                   | —                                               | Кім Хо Джун — «Meet You Among Them» («Три відважних братів і сестер») | [ 34 ] [ 35 ] |
| 2024 | —                   | —                               | «Переїзд» «Королева сліз»                                  | Ан Джехон («Дівчина в масці»)                        | Йом Хєран («Дівчина в масці»)                                       | —                                   | —                                               | BSS — «The Reasons of My Smiles» («Королева сліз»)                    | [ 36 ] [ 37 ] |

### Народний вибір
| Рік  | Найпопулярніша іноземна драма року                                        | Найпопулярніша драма                      | Популярний актор | Популярна акторка | Прим.         |
| ---- | ------------------------------------------------------------------------- | ----------------------------------------- | --- | --- | ------------- |
| 2008 | —                                                                         | «Час між псом та вовком» (Південна Корея) | Лі Джун Гі («Час між псом та вовком» — Південна Корея)                                                                                                 | Нам Сан Мі («Час між псом та вовком» — Південна Корея)                                                                  | [ 4 ] [ 5 ]   |
| 2009 | «CSI: Місце злочину» (США) «Доктор Хто (сезон 4, 2008)» (Велика Британія) | «Хлопці кращі за квіти» (Південна Корея)  | Кім Хьон Джун («Хлопці кращі за квіти» — Південна Корея)                                                                                               | Мун Гин Йон («Художник вітру» — Південна Корея)                                                                         | [ 6 ] [ 7 ]   |
| 2010 | «NCIS: Полювання на вбивць» (7 сезон) (США)                               | —                                         | Лі Син Ґі («Діамантовий спадок» — Південна Корея) | Рубі Лінь («Суперник за красою у палаці» — Республіка Китай) Шамейн Ше («Поза королівством совісті» — Гонконг)          | [ 8 ] [ 9 ]   |
| 2011 | «Ходячі мерці» (США)                                                      | —                                         | Пак Ю Чхон («Колотнеча в Сон Кюн Кван» — Південна Корея) Рюносуке Камікі («Нитки наших сердець» — Японія) Юй Сяотун («Сон у червоних особняках» — КНР) | Дзян Маньшу («Де дощ ніколи не припиняється» — Республіка Китай) Шамейн Ше («Не можна купити мені кохання» — Гонконг)   | [ 10 ] [ 11 ] |
| 2012 | «Червоне серце» (КНР)                                                     | —                                         | Пак Ю Чхон («Принц з даху» — Південна Корея) Нікі У (Республіка Китай) («Червоне серце» — КНР)                                                         | Аой Міядзакі («Пані метелик — Дочка самурая» — Японія) Ван Дінчжу («Дні, коли ми дивилися на сонце» — Республіка Китай) | [ 12 ] [ 13 ] |
| 2013 | «Коханки» (США)                                                           | —                                         | Чон Юн Хо («Король амбіцій» — Південна Корея) Нікі У (Республіка Китай) («Китайський детектив» — КНР) Рен Кіріяма («Дівчина-перемикач!!» — Японія)     | Ячи Шу («Чи ти Крістін?» — Республіка Китай)                                                                            | [ 14 ] [ 15 ] |
| 2014 | «Шерлок» (3 сезон) (Велика Британія)                                      | —                                         | Кім Су Хьон («Моє кохання із зірки» — Південна Корея) Джо Чен («Реальне кохання» — Республіка Китай) Ху Ґе («Життєве одкровення» — КНР)                | — | [ 16 ] [ 17 ] |

### Особливі нагороди
| Рік  | Категорія                                             | Отримувач | Прим.                |
| ---- | ----------------------------------------------------- | --- | -------------------- |
| 2008 | Зірковий зал слави                                    | Чхве Пуль Ам | [ 4 ] [ 1 ]          |
| 2009 | Зірковий зал слави                                    | Чхве Чі У | [ 41 ] [ 1 ]         |
| 2015 | Нагорода «Новий тренд»                                | «Марко Поло» (США) «Вибраний» (сезон 3) (США) | [ 18 ]               |
| 2015 | Велика нагорода «Азійська зірка»                      | Джо Одаґірі (Японія) Воллес Чжун (КНР) Аріель Лін та Чень Болінь (Республіка Китай) | [ 18 ]               |
| 2015 | Нагорода «Азійська зірка»                             | Ханс Чжан (КНР) Аарон Янь (Республіка Китай) Рюносуке Камікі (Японія) | [ 18 ]               |
| 2015 | Нагорода за популярність від Mango TV                 | Лі Мін Хо, Чху Ча Хьон та The One (Південна Корея) | [ 18 ]               |
| 2015 | Нагорода за досягнення «10-ти річчя Корейської хвилі» | Лі Йон Е, Лі Пьон Хун, Лі Мін Хо | [ 18 ]               |
| 2015 | Особливе запрошення                                   | «Вечеря о півночі» (3 сезон) (Японія) | [ 18 ]               |
| 2016 | Найпопулярніша іноземна драма року                    | «Світ драми» (США) | [ 20 ]               |
| 2016 | Нагорода «Азійська зірка»                             | Антоні Вон (Гонконг) Денніс Трілло (США) Джаспер Лю (Республіка Китай) Ребекка Лім (Сінгапур) Міна Фуджі (Японія) Nhã Phương (В'єтнам) | [ 20 ]               |
| 2017 | Найпопулярніша іноземна драма року                    | «Моцарт у джунглях» (3 сезон) (США) | [ 22 ]               |
| 2017 | Нагорода «Азійська зірка»                             | Деббі Ґо (Малайзія) Хьонрі (Японія) Сатядіп Мішра (Індія) Суколловат Канарос (Таїланд) Ґаббі Консепшн (Філіппіни) | [ 22 ]               |
| 2018 | Нагорода «Азійська зірка»                             | Рьохей Отані (Японія) Татяна Сафіра (Індонезія) | [ 24 ] [ 25 ]        |
| 2018 | Особливе запрошення                                   | «Особливий гурман» | [ 24 ] [ 25 ]        |
| 2019 | Найпопулярніша іноземна драма року                    | «Крамниця зручностей сім'ї Кім» (Канада) «Добрий лікар» (США) «Попіл кохання» (КНР) | [ 26 ] [ 27 ]        |
| 2019 | Нагорода «Азійська зірка»                             | Вівіан Сун (Республіка Китай) Харума Міюра (Японія) Яо Сінтун (КНР) Алден Річардс (Філіппіни) Trương Ngọc Ánh (В'єтнам) | [ 26 ] [ 27 ]        |
| 2020 | Найпопулярніша іноземна драма року                    | «Крізь сніг» (США) «Нащадки сонця» (Філіппіни) «Новий Папа» (Італія) | [ 28 ] [ 29 ]        |
| 2020 | Приз «Золота пташка» за коротку драму                 | «18 г 30» (Франція) | [ 28 ] [ 29 ]        |
| 2020 | Нагорода «Азійська зірка»                             | Діндон Дантес (Філіппіни) Рюсей Йокохама (Японія) | [ 28 ] [ 29 ]        |
| 2021 | Найпопулярніша іноземна драма року                    | «Я розповів заходу сонця про тебе» (Таїланд) «Сигнал» (Японія) | [ 30 ] [ 31 ]        |
| 2021 | Коротка драма                                         | Приз «Золота пташка»: «Пасажири» (Росія) Приз «Срібна пташка»: «Видали мене» (Норвегія) | [ 30 ] [ 31 ]        |
| 2021 | Нагорода «Азійська зірка»                             | Маркус Чан (Республіка Китай) Кентаро Сакаґучі (Японія) Чжао Лусі (КНР) Кріт Амнуейдечкорн (Таїланд) Аманда Манопо (Індонезія) | [ 30 ] [ 31 ]        |
| 2022 | Нагорода «Азійська зірка»                             | Кан Даніель (Південна Корея) Воллес Чжун (КНР) Юсей Яґі (Японія) Белле Маряно (Філіппіни) Аліса Ко (Республіка Китай) Кріт Амнуейдечкорн (Таїланд) | [ 32 ] [ 33 ]        |
| 2022 | Приз від Сеульської бізнес-агентства                  | «Наше улюблене літо» | [ 32 ] [ 33 ]        |
| 2023 | Приз «Золота пташка» у категорії програма             | «Велика ставка» (Південна Корея) | [ 34 ] [ 35 ] [ 42 ] |
| 2023 | Приз «Золота пташка» у індивідуальній категорії       | Чхве Мін Сік («Велика ставка» — Південна Корея) | [ 34 ] [ 35 ] [ 42 ] |
| 2023 | Нагорода «Азійська зірка»                             | Пак Ин Бін (Південна Корея) Аттхапхан Пхунсават (Таїланд) Кетрін Бернардо (Філіппіни) Ло Юньсі (КНР) Юсей Яґі (Японія) | [ 34 ] [ 35 ] [ 42 ] |
| 2023 | Нагорода «Артист» від Idolchamp                       | Пак Сон Хун («Мімікус» — Південна Корея) | [ 34 ] [ 35 ] [ 42 ] |
| 2024 | Приз «Золота пташка»                                  | Пак Чхан Ук («Симпатик» — США) | [ 36 ] [ 37 ]        |
| 2024 | Нагорода «Азійська зірка»                             | Пьон У Сок та Кім Хє Юн («Кохана бігунка» — Південна Корея) Сіті Салеха («SeOfis» — Малайзія Дезмонд Тан («Усе, що блистить» та «Момент» — Сінгапур) Очі Росдіана («Кохана без причини» — Індонезія) Метхавін Опхасіємкхачорн («Енігма» та «Новенька для краси» — Таїланд) Кім Чіу («Обман» — Філіппіни) | [ 36 ] [ 37 ]        |

## Ведучі
| Рік  | Ведучий/Ведуча                        |
| ---- | ------------------------------------- |
| 2006 | Рю Сі Вон, Хван Су Ґьон, Хан Сок Джун |
| 2007 | Кім Йон Ман, Чхве Юн Йон              |
| 2008 | Чхве Су Джон, Юджін                   |
| 2009 | Чхве Су Джон, Хван Су Ґьон, Пак Са Ім |
| 2010 | Чхве Су Джон, Чхве Юн Йон             |
| 2011 | Рю Сі Вон, Хан Ґо Ин                  |
| 2012 | Сін Хьон Джун, Хан Ґо Ин              |
| 2013 | Лі Сон Дже, Пе Сюзі                   |
| 2014 | Сін Сон Рок, Чін Се Йон               |
| 2015 | Лі Дон Ук, Кім Чон Ин                 |
| 2016 | Сін Хьон Джун, Лі Чі Йон, Пан Мін А   |
| 2017 | Сін То Йоп, Кім Чон Ин                |
| 2018 | Чон Хьон Му, Чхве Су Йон              |
| 2019 | Чон Хьон Му, Чо Бо А                  |
| 2020 | Кім Су Ро, Чін Йон, Пак Чі Мін        |
| 2021 | Чха Ин У, Пак Ин Бін                  |
| 2022 | Чу Сан Ук, Чон Ин Джі                 |
| 2023 | Чон Хьон Му, Лі Се Йон                |
| 2024 | Пе Сондже, Соль Ін А                  |